# Jessica Hull
Jessica Hull (Wollongong, 22 de octubre de 1996) es una deportista de Australia que compite en atletismo, especialista en las carreras de mediofondo.
Participó en dos Juegos Olímpicos de Verano, en los años 2020 y 2024, obteniendo una medalla de plata en París 2024, en la prueba de 1500 m. Ganó una medalla de bronce en el Campeonato Mundial de Atletismo en Pista Cubierta de 2025, en la prueba de 3000 m.
En julio de 2024 estableció una nueva plusmarca mundial de los 2000 m (5:19,70).

## Palmarés internacional
| Juegos Olímpicos                     | Juegos Olímpicos | Juegos Olímpicos  | Juegos Olímpicos |
| Año                                  | Lugar            | Medalla           | Prueba           |
| ------------------------------------ | ---------------- | ----------------- | ---------------- |
| 2024                                 | París (Francia)  | Medalla de plata  | 1500 m           |
| Campeonato Mundial en Pista Cubierta |                  |                   |                  |
| Año                                  | Lugar            | Medalla           | Prueba           |
| 2025                                 | Nankín (China)   | Medalla de bronce | 3000 m           |